# Јохан Георг Хаман
Јохан Георг Хаман (Кенигсберг, 27. август 1730 — Минстер, 21. јун 1788) био је немачки филозоф. Рођен 27. августа 1730. у Кенигсбергу у Немачкој, био је велики Кантов антипод и „северњачки маг”, овај најдубљи мислилац немачког просветитељства, уједно је и био и најоштрији критичар просветитеља као „лажних пророка”. Он је супроставио праву ризницу нових, необичних идеја. Биле су то мисли од којих су други изградили читаве поетике, системе и филозофије језика. Да је језик чулан и разуман у исти мах, налик двема гранама на дрвету сазнања, да тек он чини могућим сваку мисао, која је њиме обликована и „везана попут стиха”.
Да су језик и поезија старији од свог појма, као што је „вртларство старије од ратарства, размена од трговине, а сликарство од писма”, да чула и страсти не говоре и не размеју ништа, сем симбола и знакова од којих се састоји „целокупно богатство људског сазнања и среће” (Aestetica in nuce) све су то биле Хаманове идеје које је заједно са крилатицом као о поезији као „матерњем језику човечанства” сматрао више него извесним.
Испитујући границе разума, Хаман истиче да је неразумно сасвим се ослонити на разум, јер он није у стању да објасни своју припадност ономе што се толико разликује од њега што је огрезло у тамној метафорици „чула и страсти”. Саваки народ има поезију и свака поезија је матица језика. Шкриња накрцана до врха, неисцрпна, неиспевана. Када би се отвориле у свакој би препознали по један старозаветни рукопис. На крају Крсташких ратова једног филолога (1762), Хаман сасвим озбиљно забрањује да се Библија чита и тумачи рационално стоји да је само оно што се показује у језику може бити схваћено и артикулисано. Не постоји „језик пре језика”. Није он неко средство формулисања и претходно обликованих мисли или искустава, нити је чак средство споразумевања, већ разумњивост света по себи, чин непосредне отворености према свету. Свет је реч.